# Vuurtoren van Punta de Arinaga
De vuurtoren van Punta de Arinaga staat aan de oostkust van het Canarische eiland Gran Canaria, op een kaap ten noorden van het plaatsje Arinaga (gemeente Agüimes). Met de bouw van een eerste vuurtoren op die plaats werd gestart in 1891. Pas in 1897 werd hij in dienst gesteld. Deze thans nog bestaande toren is slechts zes meter hoog en is half ingewerkt in de oostgevel van de één bouwlaag hoge vuurtorenwachterswoning. Aanvankelijk was hij voorzien van een petroleumlamp die een vast rood licht produceerde. Later werd overgeschakeld naar elektrisch licht. Vanaf 1962 werd het vaste rode licht vervangen door drie witte flitsen elke tien seconden, met twee rode sectoren in de richting van de plaatsen op zee die een bijzonder gevaar voor de scheepvaart vormen.
Deze eerste vuurtoren werd in 1964 buiten gebruik gesteld. Zijn taak werd overgenomen door een nieuwe vuurtoren die op een paar meter ten noorden van de vuurtorenwachterswoning opgetrokken werd. Het was een ronde toren in gewapend beton. Deze tweede toren deed slechts een twintigtal jaren dienst. In 1985 werd de huidige, derde vuurtoren in gebruik genomen. Het is een ronde toren van ruim 13 meter hoog. Hij is wit geschilderd, met drie horizontale rode banden. Door de ligging boven op de kaap bevindt het licht zich op 47 meter boven de zeespiegel. De reikwijdte van het witte licht bedraagt twaalf zeemijlen; het rode licht draagt slechts negen zeemijlen ver. De energievoorziening geschiedt uitsluitend door middel van zonnepanelen.
In 1983 werden de eerste vuurtoren en het vuurtorenwachtershuis als monument beschermd. Het leegstaande bouwwerk is lange jaren aan het verval overgelaten, maar is sinds 2008 gerestaureerd. Het is niet toegankelijk, maar de gemeente zou plannen hebben voor een culturele herbestemming. De tweede vuurtoren uit 1964 is inmiddels gesloopt.
In de buurt van de vuurtoren ligt het Monumento Natural de Arinaga, een van de beschermde natuurgebieden (Espacio Natural Protegido) van het eiland.

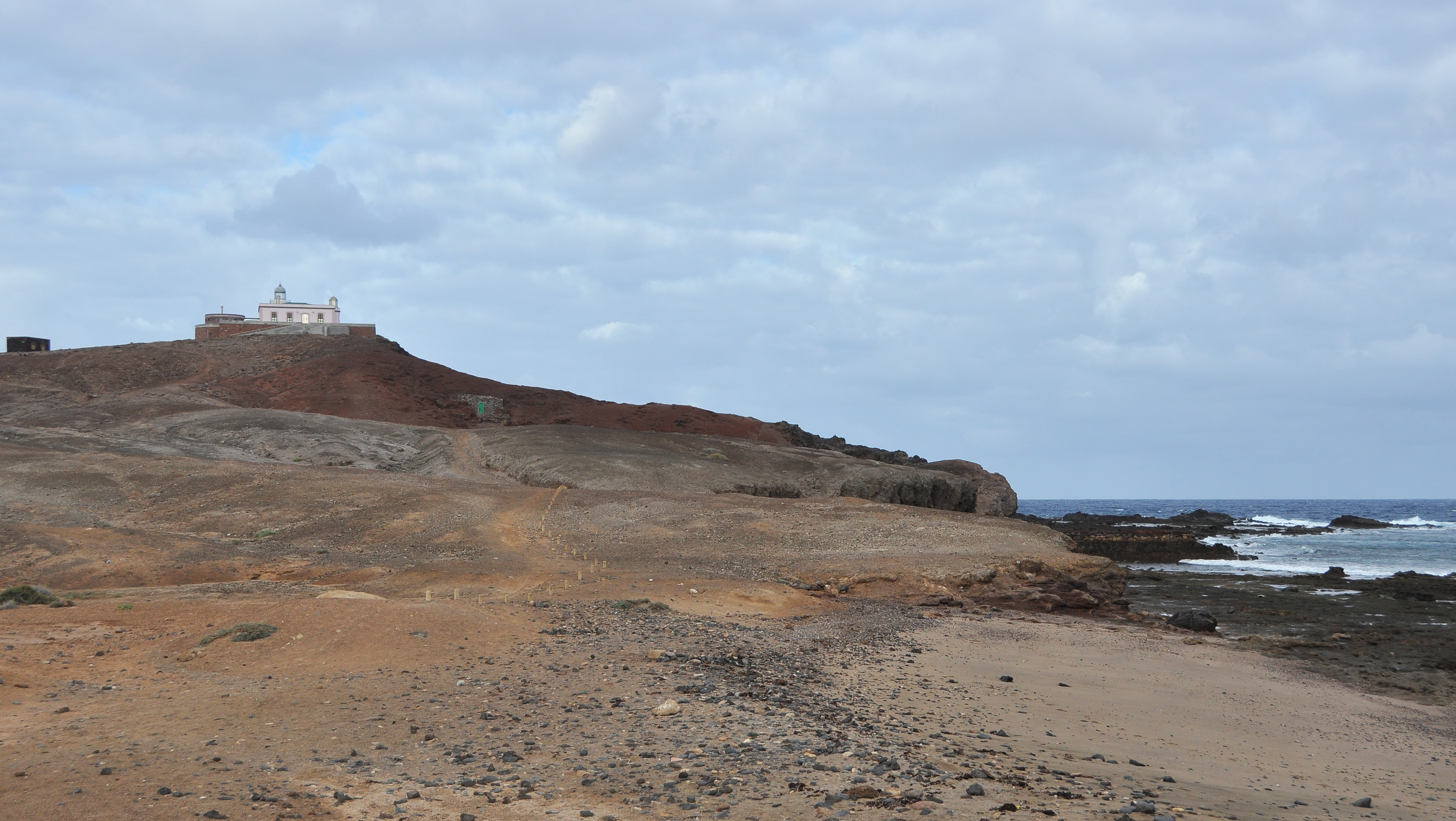
De Arinagakaap met bovenop de vuurtoren
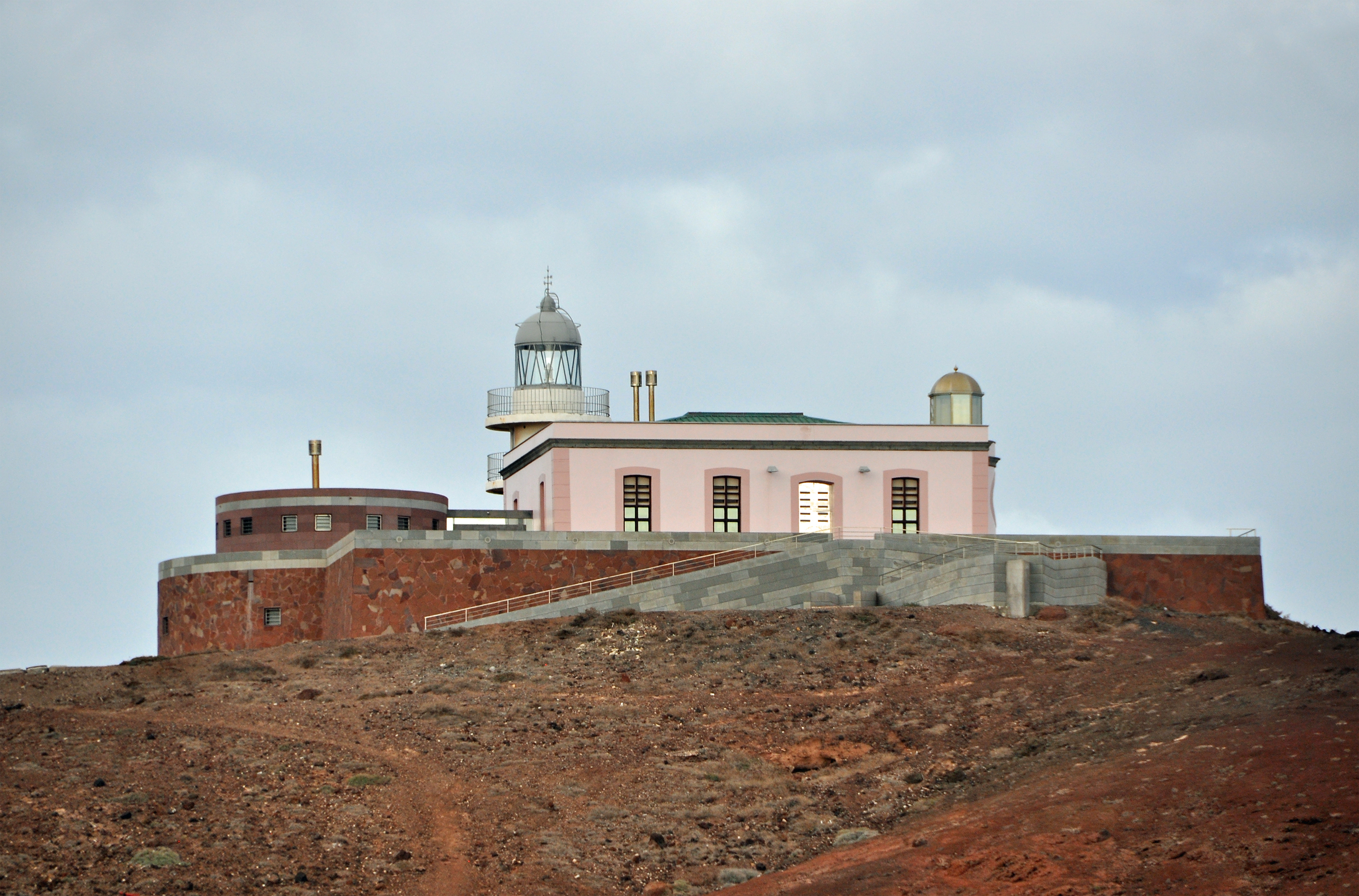
Gezicht vanuit het zuiden. Rechts het eerste vuurtorentje uit 1897.
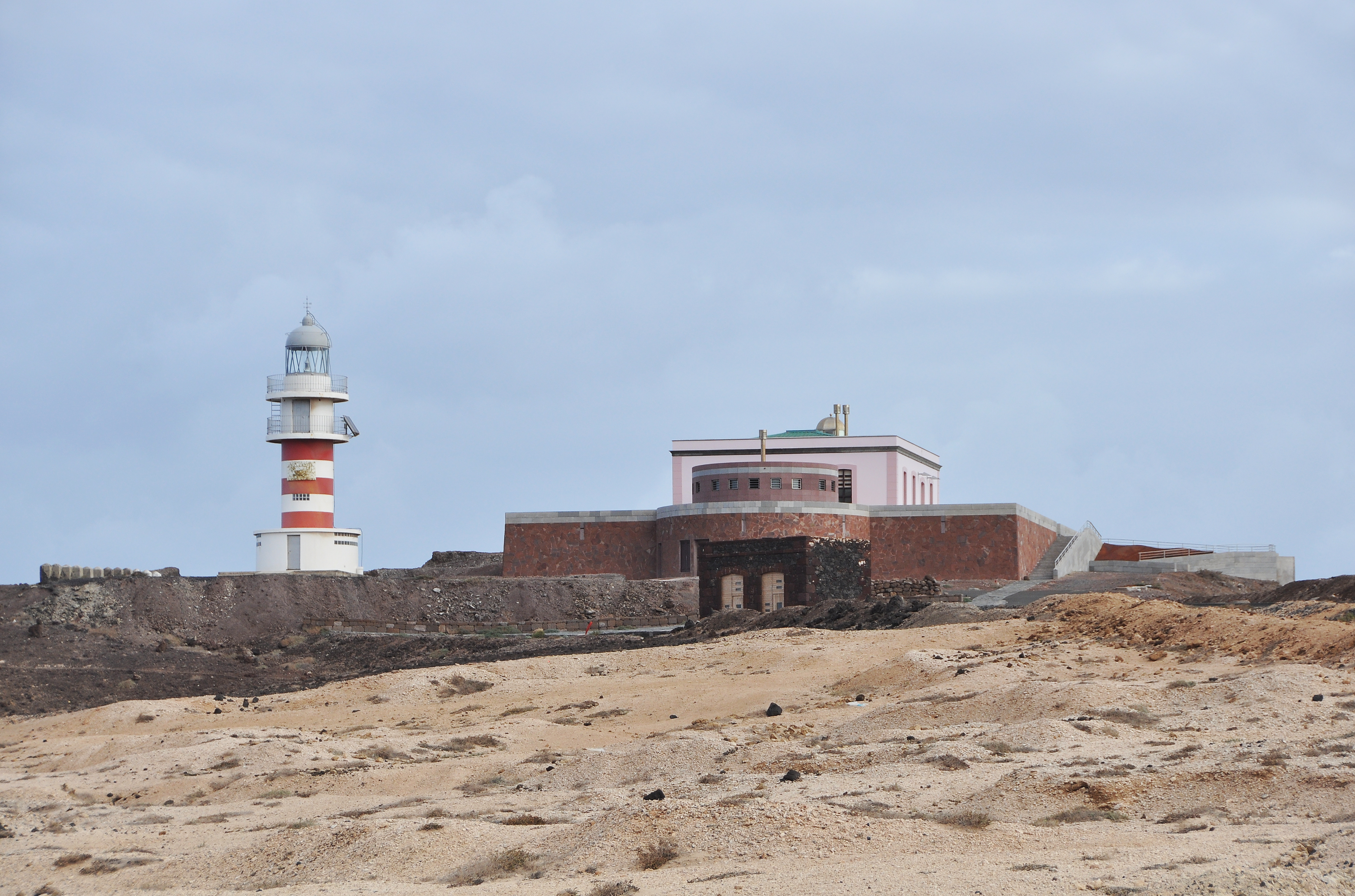
De vuurtoren uit 1985 en de vuurtorenwachterswoning vanuit het westen